# VTB United League 2010-11
La VTB United League 2010-11 fue la tercera edición de la VTB United League, competición internacional de baloncesto creada con el objetivo de unir las ligas nacionales de los países del Este de Europa en una única competición. Participaron 12 equipos. El campeón fue el BC Khimki, que lograba así su primer título.

## Equipos
| País (Liga)            | Equipos                |
| ---------------------- | ---------------------- |
| Bielorrusia (BPL)      | Minsk-2006 Minsk       |
| Estonia (KML)          | Kalev/Cramo            |
| Finlandia (Korisliiga) | Honka Espoo            |
| Letonia (LBL)          | VEF Rīga               |
| Lituania (LKL)         | Lietuvos Rytas Vilnius |
| Lituania (LKL)         | Žalgiris Kaunas        |
| Polonia (PLK)          | Asseco Prokom Gdynia   |
| Rusia (PBL)            | CSKA Moscú             |
| Rusia (PBL)            | Khimki Moscow Region   |
| Rusia (PBL)            | UNICS Kazán            |
| Ucrania (SuperLeague)  | Azovmash Mariupol      |
| Ucrania (SuperLeague)  | Dnipro Dnipropetrovsk  |

## Fase de grupos
|  | Dos primeros puestos de cada grupo acceden a la Final Four |
|  | Eliminados                                                 |

### Grupo A
| Pos. | Equipo         | PJ | G | P  | PF  | PC  | Dif  |
| ---- | -------------- | -- | - | -- | --- | --- | ---- |
| 1.   | CSKA Moscow    | 10 | 9 | 1  | 765 | 635 | +130 |
| 2.   | UNICS Kazán    | 10 | 9 | 1  | 850 | 671 | +179 |
| 3.   | Lietuvos rytas | 10 | 6 | 4  | 824 | 757 | +67  |
| 4.   | Minsk-2006     | 10 | 4 | 6  | 768 | 771 | –3   |
| 5.   | Dnipro         | 10 | 2 | 8  | 721 | 892 | −171 |
| 6.   | Espoon Honka   | 10 | 0 | 10 | 663 | 865 | −202 |

| Casa ╲ Fuera   | CSK   | UNI    | LRT   | MIN   | DNI    | HON   |
| CSKA Moscow    |       | 60–67  | 80–61 | 82–72 | 113–73 | 73–53 |
| UNICS Kazán    | 60–69 |        | 66–64 | 83–54 | 87–55  | 95–62 |
| Lietuvos rytas | 63–73 | 85–87  |       | 90–84 | 116–78 | 87–67 |
| Minsk-2006     | 62–75 | 78–90  | 78–86 |       | 85–74  | 90–60 |
| Dnipro         | 65–74 | 67–104 | 69–82 | 73–79 |        | 86–79 |
| Espoon Honka   | 59–66 | 77–111 | 75–90 | 58–86 | 73–81  |       |

### Grupo B
| Pos. | Equipo            | PJ | G | P | PF  | PC  | Dif  |
| ---- | ----------------- | -- | - | - | --- | --- | ---- |
| 1.   | BC Khimki         | 10 | 9 | 1 | 801 | 676 | +125 |
| 2.   | Azovmash Mariupol | 10 | 7 | 3 | 751 | 718 | +33  |
| 3.   | Žalgiris Kaunas   | 10 | 7 | 3 | 801 | 741 | +60  |
| 4.   | Asseco Prokom     | 10 | 3 | 7 | 740 | 780 | –40  |
| 5.   | BK VEF Rīga       | 10 | 3 | 7 | 726 | 767 | –41  |
| 6.   | BC Kalev          | 10 | 1 | 9 | 645 | 782 | –137 |

| Casa ╲ Fuera    | KHI   | AZO   | ZAL   | PRO   | VEF    | KAL    |
| Khimki          |       | 65–58 | 78–76 | 99–79 | 81–61  | 75–50  |
| Azovmash        | 80–99 |       | 75–63 | 80–76 | 79–74  | 76–55  |
| Žalgiris Kaunas | 75–69 | 75–86 |       | 84–79 | 84–71  | 101–83 |
| Asseco Prokom   | 57–86 | 76–85 | 60–73 |       | 103–75 | 64–58  |
| VEF Rīga        | 75–81 | 68–60 | 74–79 | 63–76 |        | 95–55  |
| Kalev           | 65–68 | 67–72 | 66–91 | 77–70 | 69–70  |        |

## Final four
|  | Semifinales       | Semifinales |           |                 | Final             | Final           |  |
|  | 22 de abril       | 22 de abril |           |                 | 23 de abril       | 23 de abril     |  |
|  |                   |             |           |                 |                   |                 |  |
|  |                   |             |           |                 |                   |                 |  |
|  | PBC CSKA Moscow   | 69          |           |                 |                   |                 |  |
|  | PBC CSKA Moscow   | 69          |           |                 |                   |                 |  |
|  | Azovmash Mariupol | 57          |           |                 |                   |                 |  |
|  | Azovmash Mariupol | 57          |           | PBC CSKA Moscow | 64                |                 |  |
|  |                   |             |           | PBC CSKA Moscow | 64                |                 |  |
|  |                   |             | BC Khimki | 66              |                   |                 |  |
|  | BC Khimki         | 84          | BC Khimki | 66              |                   |                 |  |
|  | BC Khimki         | 84          |           |                 |                   |                 |  |
|  | UNICS Kazán       | 78          |           |                 | 3er y 4º puesto   | 3er y 4º puesto |  |
|  | UNICS Kazán       | 78          |           |                 | 3er y 4º puesto   | 3er y 4º puesto |  |
|  |                   |             |           |                 |                   |                 |  |
|  |                   |             |           |                 | Azovmash Mariupol | 75              |  |
|  |                   |             |           |                 | Azovmash Mariupol | 75              |  |
|  |                   |             |           |                 | UNICS Kazán       | 95              |  |
|  |                   |             |           |                 | UNICS Kazán       | 95              |  |
|  |                   |             |           |                 |                   |                 |  |

### Semifinales
| 22 de abril de 2011 | PBC CSKA Moscow                               | 69–57                                 | Azovmash Mariupol                                 | |  |
| 17:00               | Parciales: 17–15, 16–16, 21–12, 15–14         | Parciales: 17–15, 16–16, 21–12, 15–14 | Parciales: 17–15, 16–16, 21–12, 15–14             | |  |
|                     | Estadísticas Kaun 16 Kaun 7 Holden, Khryapa 5 | Reporte Pts Reb Asts                  | Estadísticas Alexander, Curry 15 Owens 10 Owens 4 | Pabellón: Basket-Hall, Kazán Asistencia: 4,000 espectadores Árbitros: Ilija Belošević (SRB), Saša Pukl (SLO), Jakub Zamojski (POL) |  |

| 22 de abril de 2011 | Khimki Moscow Region                        | 84–78                                 | UNICS Kazán                              | |  |
| 20:00               | Parciales: 17–15, 21–25, 24–17, 22–21       | Parciales: 17–15, 21–25, 24–17, 22–21 | Parciales: 17–15, 21–25, 24–17, 22–21    | |  |
|                     | Estadísticas Fridzon 27 Loncar 6 Planinić 9 | Reporte Pts Reb Asts                  | Estadísticas Rizvić 17 Lampe 9 Popović 7 | Pabellón: Basket-Hall, Kazán Asistencia: 6,500 espectadores Árbitros: Volodymyr Drabikovsky (UKR), Oskar Lefwerth (SWE), Anton Makhlin (RUS) |  |

### Tercer y cuarto puesto
| 23 de abril de 2011 | Azovmash Mariupol                                | 75–95                                | UNICS Kazán                                                 | |  |
| 16:00               | Parciales: 9–27, 26–27, 17–14, 23–27             | Parciales: 9–27, 26–27, 17–14, 23–27 | Parciales: 9–27, 26–27, 17–14, 23–27                        | |  |
|                     | Estadísticas tres jugadores 15 Thomas 8 Pierce 5 | Reporte Pts Reb Asts                 | Estadísticas Minard 24 Minard, Veremeenko 7 three players 4 | Pabellón: Basket-Hall, Kazán Asistencia: 5,500 espectadores Árbitros: Ilija Belošević (SRB), Oskar Lefwerth (SWE), Jakub Zamojski (POL) |  |

### Final
| 23 de abril de 2011 | PBC CSKA Moscow                                       | 64–66                                | Khimki Moscow Region                            | |  |
| 18:30               | Parciales: 6–17, 21–16, 20–13, 17–20                  | Parciales: 6–17, 21–16, 20–13, 17–20 | Parciales: 6–17, 21–16, 20–13, 17–20            | |  |
|                     | Estadísticas Gordon, Holden 15 Vorontsevich 6 Shved 5 | Reporte Pts Reb Asts                 | Estadísticas Lončar 18 Fridzon 7 Papadopoulos 3 | Pabellón: Basket-Hall, Kazán Asistencia: 5,500 espectadores Árbitros: Volodymyr Drabikovsky (UKR), Saša Pukl (SLO), Tomas Jasevičius (LTU) |  |

## Galardones

### Galardones de la temporada
- MVP:  Ramel Curry (Azovmash Mariupol)

- MVP de los Playoffs:  Vitaly Fridzon (Khimki Moscow Region)

### Mejor quinteto del torneo
- Ramel Curry (Azovmash Mariupol)
- Maciej Lampe (UNICS Kazán)
- Keith Langford (Khimki Moscow Region)
- Marko Popović (UNICS Kazán)
- Martynas Gecevičius (Lietuvos Rytas)

### Mejor quinteto de la Final Four
- Vitaly Fridzon (Khimki Moscow Region)
- Alexey Shved (CSKA Moscú)
- Kelly McCarty (UNICS Kazán)
- Victor Khryapa (CSKA Moscú)
- Krešimir Lončar (Khimki Moscow Region)